# Michał Kwiatkowski
Michał Kwiatkowski (n. Dzialyn, 2 de junho de 1990) é um ciclista profissional polaco campeão do Mundo em estrada de 2014. Compete pela equipa Ineos Granadier.

## Biografia

### Inícios
É profissional desde 2010, quando estreia com a equipa espanhola Caixa Rural. Em 2011 fixou pela equipa Team RadioShack e depois da fusão deste com o Leopard-Trek, passou a sua equipa actual o Omega Pharma-QuickStep. No ano 2013 tem suposto sua explosão como ciclista no panorama de elite internacional, ano em que se ganhou no peloton o sobrenome do "Tigre do Báltico".

### 2014: Explosão e campeonato mundial
Começaria a temporada 2014 sendo o primeiro num dos quatro troféus do Challenge Ciclista a Maiorca. Depois conseguiria a Volta ao Algarve ficando pela frente de ciclistas como Alberto Contador e Rui Costa na geral, alem destes conseguiria duas etapas, a primeira num ataque faltando seis quilómetros para a meta, e a segunda numa exibição contra a crono onde conseguiria ficar por adiante de Adriano Malori e de seu colega de equipa e grande especialista, Tony Martin.
Depois conseguiria a sua primeira vitória em Itália ao derrotar o eslovaco Peter Sagan na Strade Bianche, com quem tinha escapado do peloton faltando 20 quilómetros da chegada; na última pendente e à chegada dos 400 metros da meta Kwiatkowski atacou a Sagan e chegou em solitário, sacando ao final 19 segundos a seu colega de fugida. Na Volta ao País Basco ficou segundo na geral atrás do local Alberto Contador. Nas Clássicas das Ardenas foi terceiro tanto na Lieja-Bastona-Lieja como na Seta Valona e ademais conseguiria um quinto lugar na Amstel Gold Race.
Em junho obteve seu primeiro maillot como campeão de Polónia em contrarrelógio, maillot que estreia num dos seus principais objectivos que era o Tour de França, nesta corrida o seu objectivo era ficar entre os dez da geral mas não consegui-lo-ia, ficando ao final na posição 28 e com a sensação de que as corridas de três semanas não eram seu forte.
Ao final da temporada 2014 proclamo-se campeão mundial de estrada elite em Ponferrada (Espanha), assim com tão só 24 anos consegue enfundar-se o maillot arco-íris que o identificasse como campeão mundial durante a temporada 2015; Kwiatkowski ataco nos quilómetros finais e conseguiu sacar diferença na última subida, conseguindo chegar à meta a tão só um segundo de um grupo perseguidor formado por Simon Gerrans, Alejandro Valverde, segundo e terceiro respectivamente entre outros e a sete segundos do pelotón principal; também faz história para seu país, como se converte no primeiro polaco em ganhar um campeonato do mundo em estrada elite.

### 2015: Amstel Gold Race
Em abril consegue a vitória na Amstel Gold Race após ter sido quinto em 2014 e quarto em 2013, ganhando num sprint ao espanhol Alejandro Valverde e ao australiano Michael Matthews, desta maneira converte-se no primeiro polaco em ganhar esta corrida e ademais vestido de arco-íris.

## Palmares
2009
- 1 etapa do Tour de Eslováquia

2012
- 1 etapa dos Três Dias de Flandes Ocidental
- 2º do Campeonato de Polónia Contrarrelógio

2013
- 2º do Campeonato de Polónia Contrarrelógio
- Campeonato de Polónia em Estrada

2014
- 1 troféu da Challenge Ciclista a Mallorca (Troféu Serra de Tramuntana)
- Volta ao Algarve, mais 2 etapas
- Strade Bianche
- 1 etapa do Tour de Romandía
- Campeonato de Polónia Contrarrelógi
- 1 etapa da Volta a Grã-Bretanha
- Campeonato Mundial em Rota

2015
- Prólogo da Paris-Nica
- Amstel Gold Race

## Resultados em Grandes Voltas e Campeonatos do Mundo
Durante sua carreira desportiva tem conseguido os seguintes postos nas Grandes Voltas
| Corrida         | 2010 | 2011 | 2012 | 2013 | 2014 |
| --------------- | ---- | ---- | ---- | ---- | ---- |
| Giro d'Italia   | -    | -    | 136º | -    | -    |
| Tour de France  | -    | -    | -    | 11º  | 28º  |
| Vuelta a España | -    | -    | -    | -    | -    |
| Mundial em Rota | -    | 31º  | -    | Ab.  | 1º   |

-: não participa

Ab.: abandono

## Equipas
- Caixa Rural (2010)
- Team RadioShack (2011)
- Omega Pharma/Etixx (2012-)
  - Omega Pharma-QuickStep (2012-2014)
  - Etixx-Quick Step (2015-)

- Team Sky (2017)